# Fågelsta (äpple)
Fågelsta är en relativt liten äppelsort. Köttet på detta äpple är löst och en aning syrligt. Fågelsta mognar i augustis slut och har därefter kort hållbarhet. I Sverige odlas Fågelsta gynnsammast i zon 1-3.